# Maria Christensen
Maria Lindblad Christensen (* 3. Juli 1995) ist eine dänische Fußballtorhüterin. Sie spielte von 2012 bis 2019 für Fortuna Hjørring und stand 2019 beim FC Nordsjælland unter Vertrag. 2016 spielte sie einmal für die dänische Nationalmannschaft.

## Vereine
Christensen spielte bis 2012 beim Team Viborg und wechselte dann zum Erstligisten Fortuna Hjørring. Mit dem Verein gewann sie 2013/2014, 2015/2016 und 2017/2018 die dänische Meisterschaft sowie 2015/16 und 2018/19 den Pokal. Sie hatte dabei aber nur wenige Einsätze.
Auf europäischer Ebene hatte sie ihren ersten Einsatz im Tor von Fortuna am 26. September 2012 beim 2:1-Sieg bei Glasgow City LFC im Sechzehntelfinale der UEFA Women’s Champions League 2012/13. Beim 0:0 im Rückspiel blieb sie dann erstmals ohne Gegentor und sicherte damit den Einzug ins Achtelfinale. Dort schieden sie wie im Vorjahr gegen Kopparbergs/Göteborg FC aus. Auch in der UEFA Women’s Champions League 2013/14 endete die Reise durch Europa im Achtelfinale in Schweden, diesmal gegen Tyresö FF. Der schwedische Achtelfinal-Fluch hielt auch in der folgenden Saison an, diesmal verloren sie mit 1:2 und 0:2 gegen den FC Rosengård, bei dem u. a. die deutsche Nationalspielerin Anja Mittag und die ehemalige brasilianische Weltfußballerin Marta spielten und je ein Tor gegen die Däninnen schossen. Sie kam aufgrund einer schweren Kopfverletzung allerdings nur beim 6:0-Sieg im Sechzehntelfinale gegen Atlético Ouriense zum Einsatz. Auch in der Saison 2015/16 schied Fortuna im Achtelfinale aus, diesmal gegen den italienischen Vizemeister ACF Brescia, wobei sie in dieser Saison keinen CL-Einsatz hatte. In der nächsten Saison kam sie dann wieder in allen Spielen zum Einsatz und konnte dazu beitragen sich an den Italienerinnen zu revanchieren und die Achtelfinalpartien mit 1:0 und 3:1 gewinnen. Das Aus kam dann im Viertelfinale gegen Manchester City durch zwei 0:1-Niederlagen. 2017/18 war dann im Sechzehntelfinale Schluss, diesmal nach einer 1:2-Auswärtsniederlage und einem torlosen Remis im Heimspiel gegen den AC Florenz. Insgesamt brachte sie es in sechs Spielzeiten auf 17 Einsätze in der Champions League für Fortuna Hjørring.
Zur Saison 2019/20 wechselte sie zum FC Nordsjælland, der zusammen mit und Farum BK 2017 eine Frauenmannschaft gegründet hatte und nun als Aufsteiger erstmals in der ersten Liga spielt. In den ersten 14 Saisonspielen stand allerdings Kathrine Larsen im Tor, die aber im Januar 2020 zum schwedischen Verein Djurgårdens IF wechselte.

## Nationalmannschaften
Am 15. und 17. Mai 2010 kam sie bei zwei Freundschaftsspielen gegen Schweden, die mit 1:2 und 1:3 verloren wurden, zu ihren ersten Einsätzen in der dänischen U-16-Mannschaft. Im Juli nahm sie dann mit der Mannschaft am Nordic Cup in ihrer Heimat teil. Nach zwei Freundschaftsspielen mit der U-17-Mannschaft im September gegen Schottland, die mit 0:4 und 0:1 verloren wurden, nahm sie im Oktober in Ungarn an der ersten Runde der Qualifikation für die U-17-EM 2011 teil. Mit drei Siegen qualifizierten sich die Däninnen für die zweite Qualifikationsrunde und sie blieb am 15. Oktober beim 6:0 gegen Moldawien erstmals ohne Gegentor im Nationaldress. Im Frühjahr 2011 fand dann die zweite Qualifikationsrunde in Dänemark statt. Hier konnten sie den Heimvorteil nicht voll nutzen, denn nach den ersten beiden Siegen verloren sie das entscheidende letzte Spiel gegen Rekordeuropameister Deutschland mit 0:3. Im Juli nahm sie dann mit der U-16 Mannschaft wieder am Nordic Cup teil, diesmal in Finnland. Im Herbst folgten Einsätze in der ersten Qualifikationsrunde für die U-17-EM 2012, bei der sie sich in Serbien für die zweite Runde qualifizierten. Diese fand im Frühjahr 2012 in ihrer Heimat statt und diesmal konnten sie den Heimvorteil nutzen und sich für die Endrunde qualifizieren. Bei dieser kam sie im Juni aber nur im Halbfinale zum Einsatz, das mit 0:2 gegen Deutschland verloren wurde. Damit endete ihre Zeit in den U16/17-Mannschaften. Im Spiel um Platz 3 stand erstmals Naja Bahrenscheer im Tor der U-17-Mannschaft.
Zuvor hatte sie bereits am 31. März 2012 ihren ersten Einsatz für die U-19-Mannschaft in der zweiten Qualifikationsrunde für die U-19-Fußball-Europameisterschaft der Frauen 2012. Mit zwei Siegen und einer Niederlage qualifizierten sie sich aufgrund der mehr geschossenen Tore als beste Gruppenzweite für die Endrunde. Diese fand wenige Tage nach dem verlorenen Halbfinale der U-17-EM statt und sie sorgte mit dafür, dass ihre Mannschaft mit drei 1:0-Siegen die K.-o.-Runde erreichte. Hier verloren sie allerdings gegen die späteren Europameister Schweden mit 1:3. In den beiden erfolgreich verlaufenen Qualifikationsrunden für die U-19-Fußball-Europameisterschaft der Frauen 2013 kam sie zu fünf Einsätzen, wobei sie dreimal kein Gegentor kassierte. Bei der Endrunde in Wales blieb sie aber nur beim 1:0 im ersten Spiel gegen die Gastgeberinnen ohne Gegentor, die beiden anderen Spiele gegen Frankreich und England wurden verloren, so dass sie als Gruppendritte ausschieden. Sie kam dann noch in zwei Spielen der ersten Qualifikationsrunde für die U-19-Fußball-Europameisterschaft der Frauen 2014 zum Einsatz, im anderen Spiel stand Naja Bahrenscheer im Tor, die dann auch bei der zweiten Qualifikationsrunde alle drei Spiele bestritt. Christensen verabschiedete sich dann am 8. März 2014 mit einem Einsatz in der ersten Halbzeit bei einem Turnier in La Manga gegen Frankreich von der U-19-Mannschaft. In 22 Spielen war sie elfmal ohne Gegentor geblieben.
Auf ihren nächsten Einsatz im Nationaldress musste sie dann aber aufgrund einer Kopfverletzung bis zum 20. August 2016 warten. Es war allerdings einer für die U-23-Mannschaft gegen Finnland. Sie wurde dabei zur Halbzeit beim Stand von 4:0 ausgewechselt, das Gegentor zum 5:1-Endstand fiel erst in der 90. Minute.
Ihren ersten Einsatz in der A-Nationalelf hatte sie dann am 22. Oktober 2016 beim Sincere-Cup 2016 gegen Island, wobei sie über 90 Minuten spielte und beim 1:0 ohne Gegentor blieb. Für den Algarve-Cup 2017 wurde sie dann nicht nominiert, aber im Juni 2017 für die EM-Endrunde 2017, wobei sie die Spielerin im Kader mit den wenigsten A-Länderspielen war. Sie kam bei der EM, die die Däninnen als Zweite abschlossen, aber nicht zum Einsatz.

## Erfolge

### Vereine
- 2016 und 2019: Dänische Pokalsiegerin
- 2014, 2016 und 2018: Dänische Meisterin

### Nationalmannschaft
- Vize-Europameister 2017 (ohne Einsatz)